# Als ze danst
"Als ze danst" is een nummer van de Nederlandse zanger Guus Meeuwis. Het nummer werd uitgebracht op zijn album Armen open uit 2011. In september van dat jaar werd het nummer uitgebracht als de derde single van het album.

## Achtergrond
"Als ze danst" is geschreven door Meeuwis, Jan Willem Rozenboom en JW Roy en geproduceerd door Rozenboom en Rob van Donselaar. Meeuwis schreef het nummer voor zijn dochter. Het nummer werd tijdens de concertreeks Groots met een zachte G 2011 als gespeeld als laatste nummer van de shows. Volgens Meeuwis was dit "achteraf misschien niet de meest handige keuze, omdat deze meneer toen wel even met een brok in mijn keel stond te zingen, maar ik heel ben blij dat ik het heb gedaan."
"Als ze danst" werd een klein hitje in Nederland. Het wist de Top 40 weliswaar niet te bereiken, maar piekte wel op de twaalfde plaats in de Tipparade. Daarnaast kwam het tot plaats 97 in de Single Top 100. Desondanks bleek het een populair nummer; het kwam in het jaar van uitgave al direct de NPO Radio 2 Top 2000 binnen, waar het drie jaar in genoteerd bleef staan.

## Hitnoteringen

### Single Top 100
| Hitnotering week 1: 15-10-2011 Hitnotering week 2: 29-10-2011 | Hitnotering week 1: 15-10-2011 Hitnotering week 2: 29-10-2011 | Hitnotering week 1: 15-10-2011 Hitnotering week 2: 29-10-2011 | Hitnotering week 1: 15-10-2011 Hitnotering week 2: 29-10-2011 | Hitnotering week 1: 15-10-2011 Hitnotering week 2: 29-10-2011 |
| Week                                                          | 1                                                             |                                                               | 2                                                             |                                                               |
| ------------------------------------------------------------- | ------------------------------------------------------------- | ------------------------------------------------------------- | ------------------------------------------------------------- | ------------------------------------------------------------- |
| Positie                                                       | 100                                                           | uit                                                           | 97                                                            | uit                                                           |

### NPO Radio 2 Top 2000
| Nummer met noteringen in de NPO Radio 2 Top 2000 | '11 | '12  | '13  |
| ------------------------------------------------ | --- | ---- | ---- |
| Als ze danst                                     | 689 | 1183 | 1750 |

1. ↑  Een vetgedrukt getal geeft de hoogste notering aan.
2. ↑  2011 was het eerste jaar met een notering voor dit nummer.
3. ↑  Deze tabel is bijgewerkt tot en met de laatste editie (2024).